# Louis Léopold Robert
Louis Léopold Robert (Les Eplatures, 13 maggio 1794 – Venezia, 20 marzo 1835) è stato un pittore svizzero.

## Biografia
Léopold Robert nacque in una famiglia di artigiani francofoni protestanti ed ebbe un'infanzia felice, a fianco del padre orologiaio. Pur essendo nato nei pressi di Neuchâtel - ed avendo quindi la nazionalità francese, poiché il Principato era dominio della Francia - egli compì gli studi nel Jura, a Porrentruy, e divenne apprendista a Yverdon-les-Bains nel Vaud. Ma nel 1810 si trasferì a Parigi, dove seguì un primo insegnamento dell'arte dell'incisione presso il laboratorio di Charles Samuel Girardet.
Nel 1812 fu ammesso nell'atelier di Jacques-Louis David, dove iniziò a dipingere e a disegnare incidendo. Due anni più tardi ottenne il secondo posto del prix de Rome per l'incisione. Nel frattempo, però, con la caduta dell'Impero, il Principato di Neuchâtel era stato tolto alla Francia e riattribuito alla Prussia, facendo perdere a Robert la nazionalità francese e quindi la possibilità di concorrere al Prix de Rome. Egli allora tornò a La Chaux-de-Fonds, abbandonò il bulino e si dedicò interamente alla pittura con un certo successo. Eseguì infatti numerosi ritratti che lo resero famoso nell'ambito della borghesia di Neuchâtel.
Ma Robert ben presto si indebitò e cadde in uno stato di abulia. Per sua fortuna incontrò François Roulet de Mézerac che lo aiutò e gli permise di continuare a dipingere inviandolo a Roma, dove si trattenne per 13 anni, fino al 1831.
Dipinse scene di personaggi italiani in costume (spesso di malviventi), che gli fruttarono ammirazione e una clientala elitaria. Poté così saldare i suoi debiti e accettare numerosissimi incarichi.
Nel 1825 si recò a Napoli e in diverse altre località d'Italia. Attirato dalle pitture monumentali, immaginò la rappresentazione delle quattro stagioni in quattro grandi città, ripartite in quattro tele. "Il ritorno dal pellegrinaggio alla Madonna dell'Arco" è la prima di queste opere e rappresenta la Primavera e Napoli. Il quadro ottenne un enorme successo al Salon del 1827 e fu acquistato dal re Luigi Filippo I.
Nel 1829 ritornò a Roma, dove conobbe il principe Luigi Bonaparte e sua moglie Carlotta. Di costei Léopold Robert si innamorò perdutamente.
Nel 1831 trionfò al Salon di Parigi. La tela "L'arrivo dei mietitori nelle paludi Pontine", gli fece ottenere la croce della Légion d'honneur che gli venne consegnata dal re di Francia in persona. Nello stesso anno morì in Italia Luigi Bonaparte, combattendo nelle file della Carboneria. Carlotta, vedova, si dedicò all'arte e prese lezioni di incisione e di litografia proprio da Léopold Robert, che osò ancora sperare nelle attenzioni di lei. Tornò quindi in Italia, ma, in seguito ai disordini del 1832 negli Stati Pontifici, decise di lasciare Roma, fermandosi brevemente a Firenze dove vide di nuovo Carlotta. A seguito di questo incontro, però, le sue speranze amorose crollarono e Robert si rifugiò a Venezia.
Iniziò allora la sua ultima composizione monumentale, quella della stagione invernale, con il quadro intitolato: "La partenza dei pescatori dell'Adriatico". L'opera è assai intensa, tanto da ispirare persino uomini come Victor Hugo e Lamartine, ma, non appena terminato il lavoro, Robert precipitò in una profonda depressione che, a soli quarant'anni, lo spinse a suicidarsi tagliandosi la gola. Fu sepolto a Venezia, nel cimitero dell'Isola di San Michele.
Con gli anni le sue opere sono state dimenticate, anche se presenti in numerosi e famosi musei. E anche il ricordo del nome e della vita di questo sfortunato artista romantico si è fortemente appannato. Ma la strada principale della sua città natale porta sempre il suo nome.

## Opere
- "La tomba del brigante", Museo di Belle arti di Bordeaux[9]
- "Le tre Grazie ", (disegno), Museo d'Arte e Storia di Pithiviers[10]
- "Ritratto del cardinale Jean Balue", (disegno), Museo di Belle arti di Angers[11]
- "Contadina della campagna romana", (acquarello), Louvre, 1814
- "Giovane donna di Sonnino", 1820
- "Una religiosa", Museo di Belle arti di Nantes, 1821
- "Moglie di un brigante che veglia sul marito addormentato", 1821
- "Donna di Sonnino seduta accanto alla figlia addormentata", 1822
- "Ritratto di una giovane di Retuna", 1822
- "La ragazza di Procida", Sammlung Oskar Reinhart am Stadtgarten, Winterthour, 1822
- "Ragazza di Sorrento con un tamburino", Museo d'Arte e Storia di Neuchâtel, 1824
- "Improvvisatore napoletano", Salon del 1824
- "Contadina della campagna romana", Louvre, 1824
- "Un'italiana e sua figlia", Museo di Belle arti di Neuchâtel, 1825
- "La madre infelice", Museo Rolin a Autun, 1825[12]
- "Due bagnanti", Museo di Belle arti di Nantes, 1827
- "Il ritorno dal pellegrinaggio alla Madonna dell'Arco", Louvre, 1827[13]
- "Giovane italiana seduta sulle rocce a Capri", Palazzo delle Belle arti di Lilla, 1827[14]
- "L'eremita di San Nicola a Ischia riceve della frutta da una giovane",  Museo di Belle arti di Nantes, 1827[15]
- "I piccoli pescatori di ranocchie nelle paludi Pontine", Museo di Belle arti di Nantes, 1828[16]
- "La confidenza",  Museo Condé a Chantilly, 1830[17]
- "L'arrivo dei mietitori nelle paludi Pontine", Louvre, 1830[18]
- "Donna di Napoli piangente sulle macerie della casa distrutta da un terremoto", Museo d'Arte e Storia di Neuchâtel, 1830
- "Il giorno dopo il terremoto", Museo Condé a Chantilly, 1830[19]
- "Giovane donna da Sezze", 1831
- "Due giovani svizzere carezzano un capretto, 1832-1833
- "Due ragazze napoletane si preparano per il ballo", 1832-1833
- "Partenza dei pescatori dell'Adriatico", Museo di Belle arti, Neuchâtel, 1834
- "La madre felice",  Museo Rolin a Autun, 1834[20]
- "I pescatori dell'Adriatico", Salon del 1835[21]

Altre opere di L.L. Robert sono conservate presso il Museo della Vita romantica, a Parigi.

## Galleria d'immagini

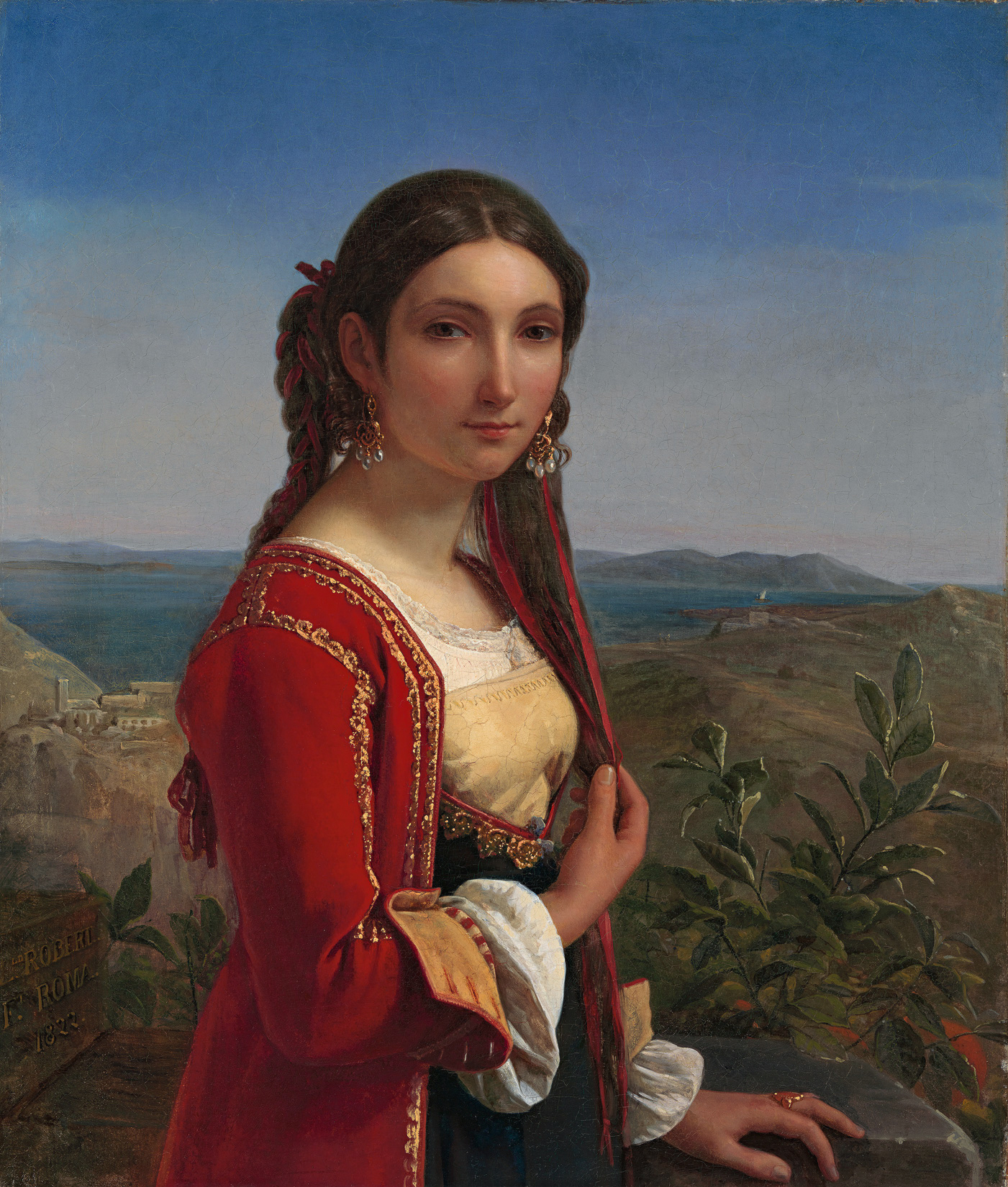
Giovane donna di Procida (1822)
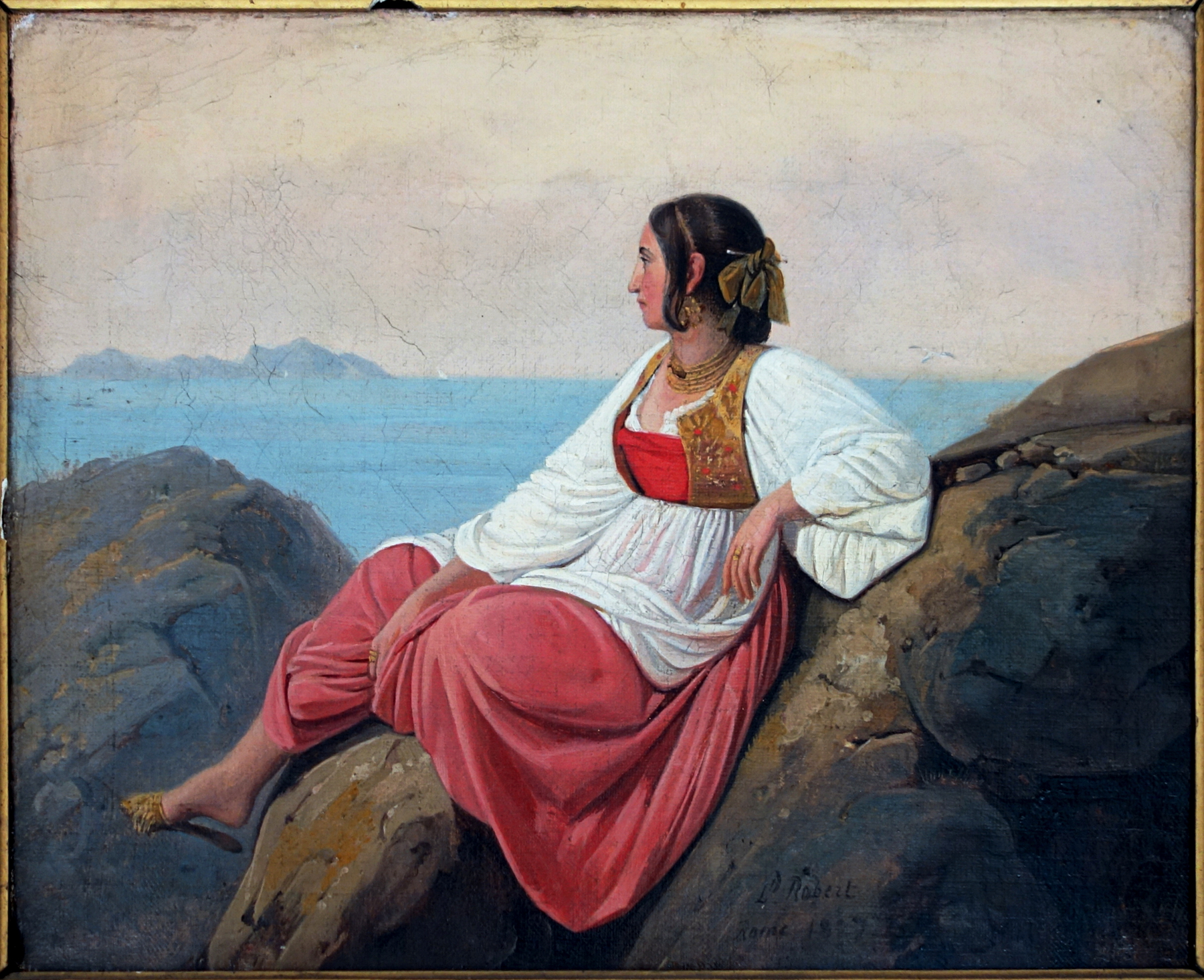
Giovane donna a Capri (1827)
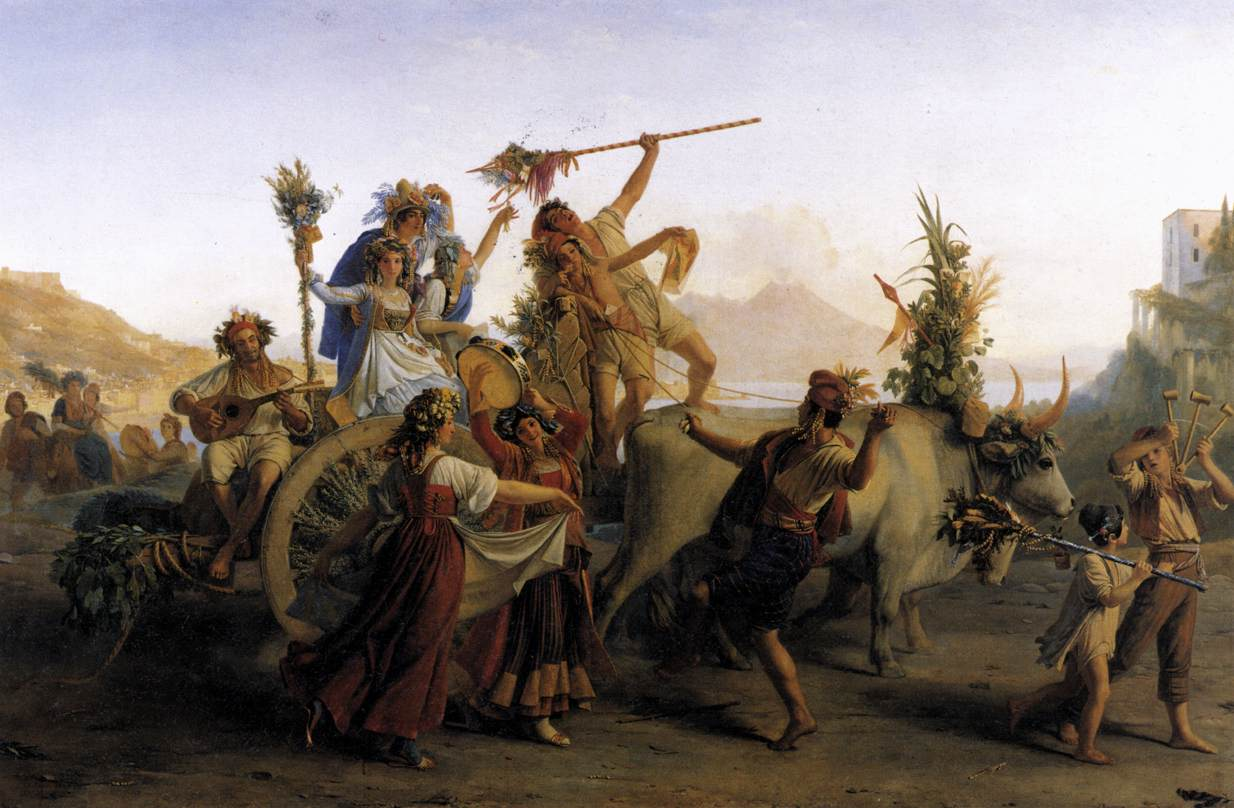
Pellegrinaggio alla Madonna dell'Arco (1827)
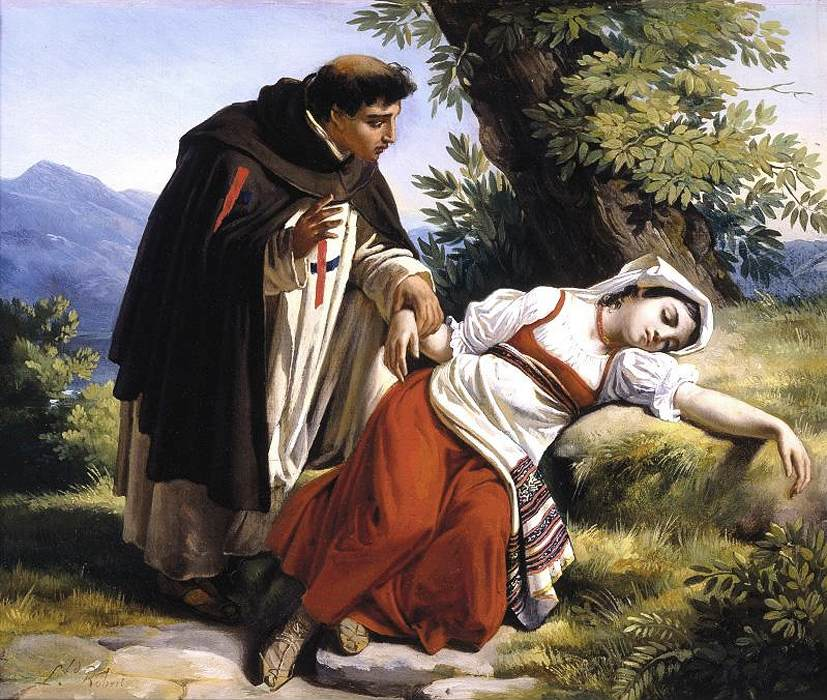
Un giovane monaco sveglia una contadinella romana
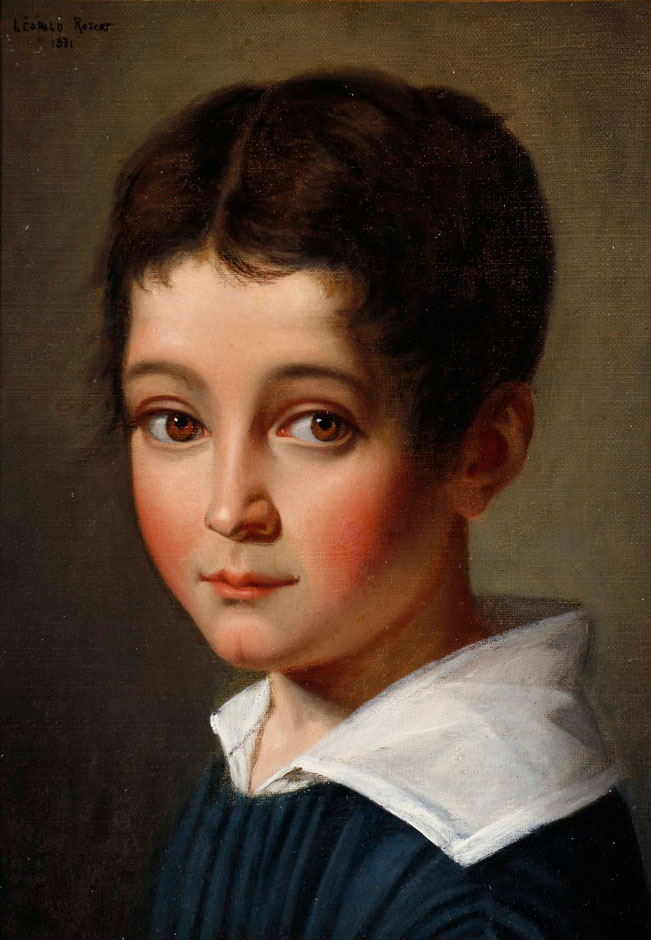
Ritratto di un ragazzo (1831)
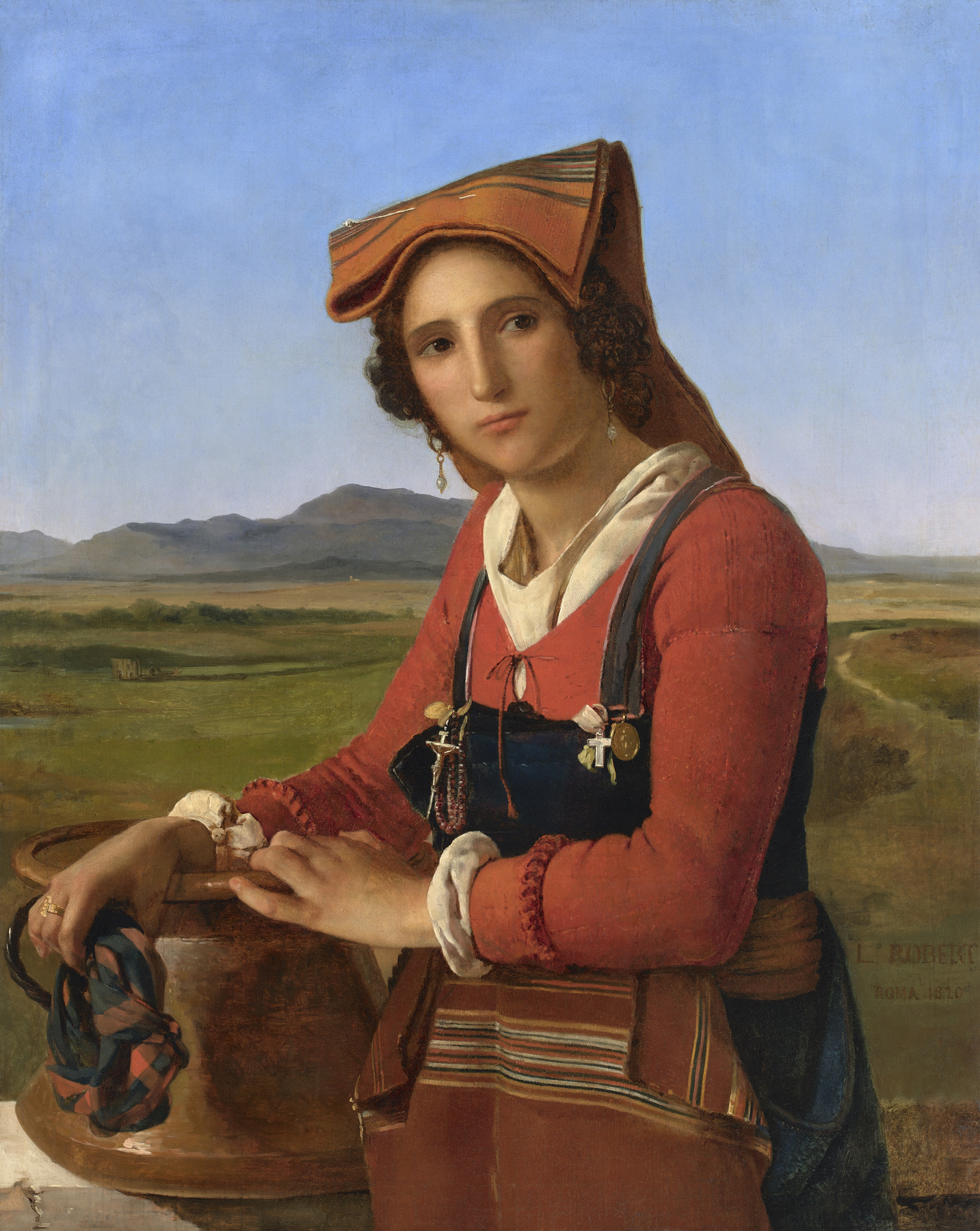
Giovane donna di Sonnino (1820)
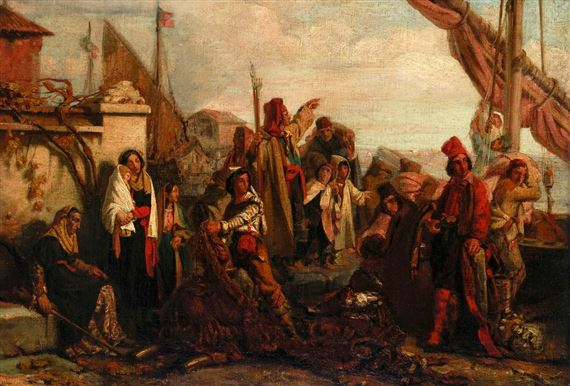
I pescatori dell'Adriatico (1835)